# Гьозтепе
„Гьозтепе“ (на турски: Göztepe) е квартал в район „Бейкоз“ в Истанбул, Турция. Намира се в анадолската част на града и граничи с кварталите „Каваджък“ на север, „Aнадолухисаръ“ на северозапад, „Рюзгярлъбахче“ на изток, „Гьоксу“ на запад и „Йенимахале“ на юг.